# 森国造 (政治家)
森 国造（森 國造、もり くにぞう、1867年12月10日（慶応3年11月15日） - 1938年（昭和13年）3月29日）は、日本の政治家、実業家。衆議院議員（山梨県郡部選出、当選1回）。山梨県会議員。族籍は山梨県平民。

## 経歴
甲斐国山梨郡（後の山梨県東山梨郡平等村、現・山梨市）生まれ。森武兵衛の三男。上京し、神田の共立学校に学ぶ。
農業を営む。1885年、家督を相続した。村長就職のほか毎期村会議員に挙げられる。
1894年、郡会議員に当選。1896年、県会議員に当選。1908年、山梨県郡部より衆議院議員に選出される。立憲政友会に所属。
銀行、会社の重役であり、甲府電力、甲東電力各社長、日本勧業銀行顧問、山梨県農工銀行、峡東銀行、甲府電力、甲州電力各取締役、山梨印刷監査役などをつとめる。

## 人物
山梨県財界の巨人である。住所は山梨県東山梨郡平等村上岩下。

## 家族・親族
森家
森家は平等村草創の旧家で、幕政の頃は代々長百姓であった。
- 父・武兵衛[4]
- 母・げん[2][4][7]、あるいはかん[8]（1837年 - ?、山梨、佐藤仙右衛門の長女）[4]
- 兄・義忠[4]
- 妹・ひさ（1879年 - ?、山梨、吉岡廣義の長男茂十郎の妻）[4]
- 妻・さと（1868年 - ?、山梨、清水郁太郎の姉）[2][4]
- 養子・武臣（1902年 - ?、庶子敦子の夫、山梨、飯田宇作の三男[9]、飯田蛇笏の弟、富国生命保険社長） - 1931年、武臣を養子とする[10]。郷里は山梨県東山梨郡平等村上岩下[10]、住所は東京市目黒区柿の木坂[10]。
- 庶子・敦子（1909年 - 2003年、養子武臣の妻、生母は山梨、三森もん）[9]

親戚
- 飯田蛇笏（俳人）
- 佐藤義直（諏訪銀行取締役）
- 森喜市郎（村会議員、郡会議員）[6]